# Grazia Zafferani
Grazia Zafferani (San Marino, 31 de dezembro de 1972) é uma política que foi Capitã-regente de San Marino de 1 de abril a 1 de outubro de 2020.
Junto com Alessandro Mancini, teve o compromisso de combater a Pandemia de COVID-19.
Zafferani é empreendedora na área de roupas e comércio. É casada e mãe de 4 filhas. É uma das fundadoras e a primeira presidente do partido Movimento RETE em 2012 e foi membro do Conselho Grande e Geral por 3 mandatos consecutivos desde 2013.
É neta de Luigi Zafferani, que foi Capitão-regente em 1947 e sobrinha de Rossano Zafferani, que ocupou o posto de 1987 a 1988.